# Petitfour

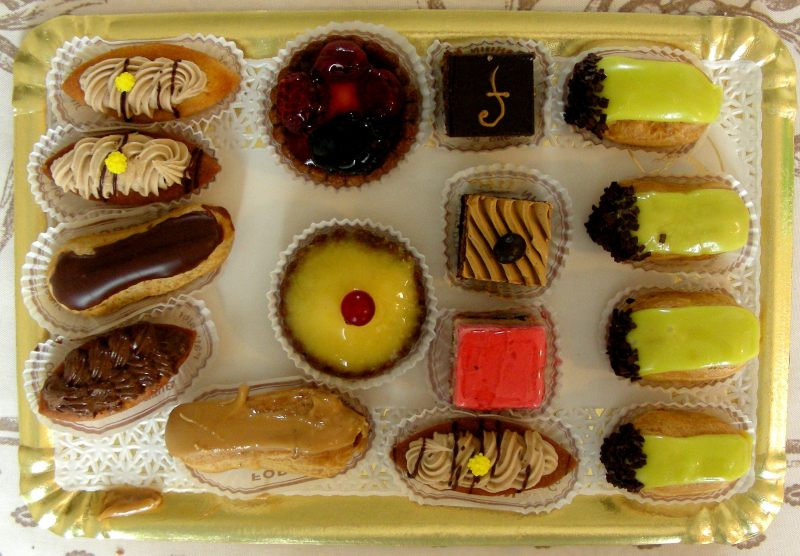
Petitfours

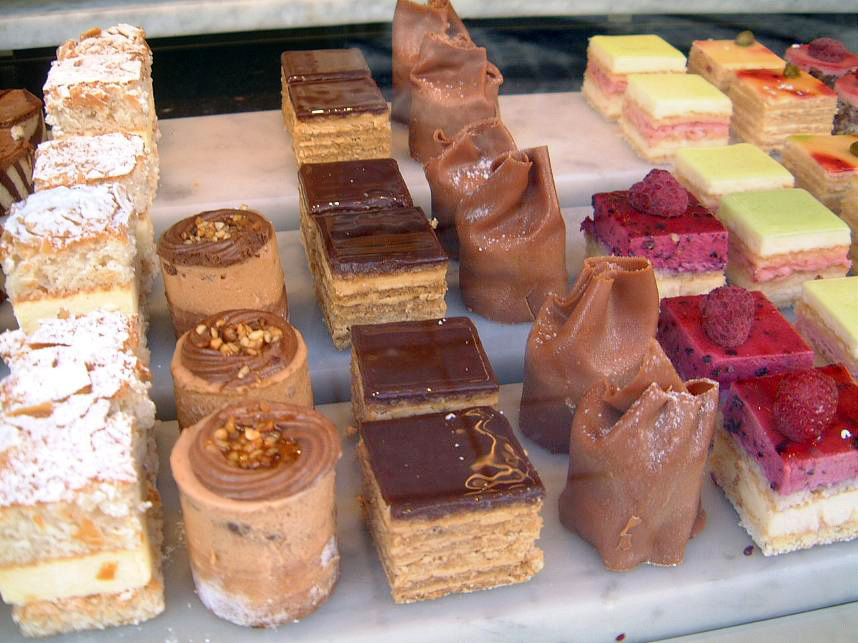
Petitfours

Een petitfour is een klein gebakje. 
Er zijn verschillende soorten petitfours:
- cake gevuld met slagroom, chipolata of crème en bedekt met een laagje marsepein of glazuur.
- bavarois in diverse vormen en smaken.
- Een harde wenerbodem opgespoten met slagroom of crème en overgoten met chocolade.

De petitfours worden gegarneerd met chocolade, schuimstaafjes of suikerwerk.
Petitfours worden vaak geserveerd bij een high tea met tal van andere lekkernijen. Voor een goede presentatie is een speciaal petitfourgebakstel vereist. De schoteltjes hiervan zijn aanmerkelijk kleiner dan van een normaal gebakstel.
Petitfours zijn ook geschikt als receptiegebakje. Vaak worden ze dan opgemaakt met een logo of foto van marsepein of ouwel.